# Зарин, Николай Дмитриевич
Никола́й Дми́триевич Зари́н (11 марта 1872 — 28 июня 1918) — русский генерал-майор, начальник штаба 22-го армейского корпуса, герой Первой мировой войны.

## Биография
Православный. Происходил из старинного дворянского рода.
Окончил Псковский кадетский корпус (1890) и 3-е военное Александровское училище (1892), откуда был выпущен подпоручиком в лейб-гвардии Литовский полк.
Чины: поручик (1896), штабс-капитан гвардии с переименованием в капитаны ГШ (1899), подполковник (1903), полковник (1907), генерал-майор (1914).
В 1899 году окончил Николаевскую академию Генерального штаба по 1-му разряду. По окончании академии состоял старшим адъютантом штаба 2-й пехотной дивизии (1901—1902) и 1-го кавалерийского корпуса (1902—1903), а затем штаб-офицером для особых поручений при штабе 16-го армейского корпуса (1903—1905). Участвовал в русско-японской войне, был награждён несколькими орденами. В 1905—1913 годах был начальником штаба 41-й пехотной дивизии.
5 ноября 1913 года назначен командиром 100-го пехотного Островского полка, с которым и вступил в Первую мировую войну. Участвовал в походе в Восточную Пруссию. Был удостоен ордена Святого Георгия 4-й степени
За то, что благодаря его большому спокойствию, мужеству и распорядительности, удалось прочно удержать захваченную его полком в бою 4 августа неприятельскую позицию, даже, несмотря на отход соседних частей, что способствовало окончательному успеху дня.
В битве при Гумбинене получил ранение. 5 октября 1914 года произведен в генерал-майоры «за отличия в делах против германцев», 14 ноября того же года назначен начальником штаба 22-го армейского корпуса. Был пожалован Георгиевским оружием
За то, что 19—21 апреля 1915 года, когда была предпринята атака для овладения высотой 958 (Макувка), несмотря на крайне трудные местные условия, высказывавшееся сомнение о возможности такового овладения, высказался за исполнение этой операции и, руководя таковой и находясь под действительным ружейным и артиллерийским огнём противника, довел дело до блестящего конца, нанеся сильное поражение противнику. Взято в плен 53 офицера, 2250 нижних чинов, 8 пулеметов, много военного материала.
С 18 февраля по 12 апреля 1917 года командовал 19-й Сибирской стрелковой дивизией. 30 июня 1917 года был зачислен в резерв чинов при штабе Петроградского военного округа, а в январе 1918 года — уволен в отставку.
Участвовал в Белом движении в составе Народной армии в Поволжье. Был расстрелян большевиками в деревне Репьевка Сызранского уезда Симбирской губернии.

## Награды
- Орден Святого Станислава 3-й ст. (1904)
- Орден Святого Станислава 2-й ст. с мечами (ВП 7.01.1907)
- Орден Святого Владимира 4-й ст. с мечами и бантом (ВП 1.04.1907)
- Орден Святой Анны 3-й ст. с мечами и бантом (ВП 15.07.1907)
- Орден Святой Анны 2-й ст. (1911)
- Орден Святого Владимира 3-й ст. (ВП 9.07.1913)
- Орден Святого Георгия 4-й ст. (ВП 13.10.1914)
- Георгиевское оружие (ВП 25.04.1916)